# Gen Shimizu
Gen Shimizu (清水元, Shimizu Gen), né le 1er janvier 1907 dans l'ancien quartier de Kanda situé dans l'actuel arrondissement de Chiyoda à Tokyo et mort le 20 décembre 1972, est un acteur japonais.

## Biographie
Gen Shimizu fait des études de commerce à l'université Chūō. Après avoir travaillé dans l'agence de publicité de son père, il s'engage dans une troupe de théâtre shingeki en 1937. Gen Shimizu apparait pour la première fois au cinéma dans le film Nanpū kōkyōgaku en 1940. Après guerre, il tourne notamment à huit reprises dans des films d'Akira Kurosawa.
Gen Shimizu a tourné dans près de 120 films entre 1941 et 1972.

## Filmographie partielle
- 1940 : Nanpū kōkyōgaku (南風交響楽?) de Kōichi Takagi
- 1949 : Chien enragé (野良犬, Nora-inu?) d'Akira Kurosawa : l'inspecteur Nakajima
- 1950 : Sanshiro de Ginza (銀座三四郎, Ginza Sanshirō?) de Kon Ichikawa
- 1950 : Poursuite à l'aube (暁の追跡, Akatsuki no tsuiseki?) de Kon Ichikawa

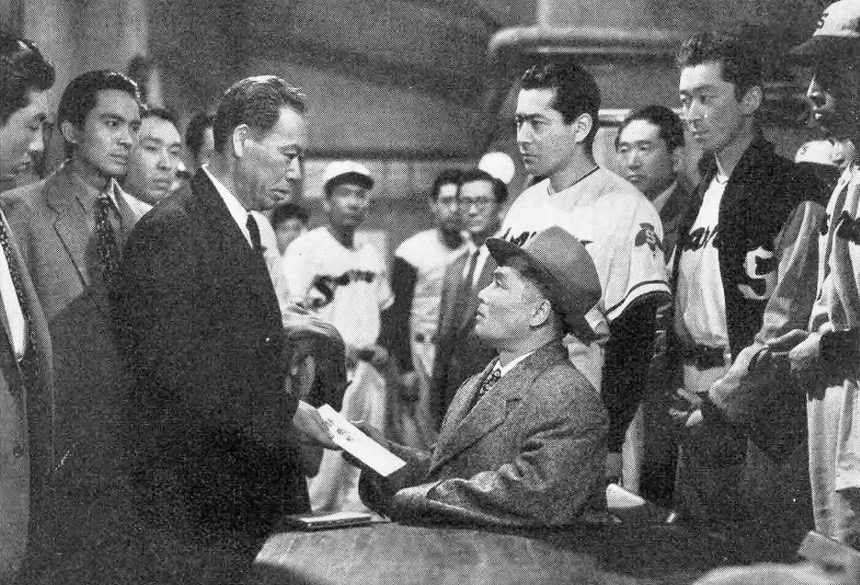
De g. à d. : Takashi Shimura, Gen Shimizu et Toshirō Mifune dans Otoko arite (1955).

- 1951 : Tokyo dossier 212 (en) (Tokyo File 212) de Dorrell McGowan et Stuart E. McGowan
- 1951 : L'Homme sans nationalité (無国籍者, Mukokuseki-sha?) de Kon Ichikawa
- 1953 : La Tour des lys (ひめゆりの塔, Himeyuri no tō?) de Tadashi Imai
- 1953 : La Porte de l'enfer (地獄門, Jigokumon?) de Teinosuke Kinugasa : Saburosuke
- 1954 : Les Sept Samouraïs (七人の侍, Shichinin no samurai?) d'Akira Kurosawa : le samouraï qui repousse violemment la demande du paysan
- 1955 : Otoko arite (男ありて?) de Seiji Maruyama
- 1955 : Vivre dans la peur (生きものの記録, Ikimono no kiroku?) d'Akira Kurosawa
- 1956 : Seiryū no dōkutsu (青竜の洞窟?) de Shigeyoshi Suzuki
- 1956 : Arachi (嵐?) de Hiroshi Inagaki : Kitagawa
- 1957 : Le Château de l'araignée (蜘蛛巣城, Kumonosu-jō?) d'Akira Kurosawa
- 1957 : Momotarō le samouraï (桃太郎侍, Momotarō samurai?) de Kenji Misumi :  Iori Kamishima
- 1958 : La Vengeance des loyaux serviteurs (忠臣蔵, Chūshingura?) de Kunio Watanabe : Chūzaemon Yoshida
- 1960 : Les salauds dorment en paix (悪い奴ほどよく眠る, Warui yatsu hodo yoku nemuru?) d'Akira Kurosawa : le directeur Miura
- 1961 : Le Garde du corps (用心棒, Yōjinbō?) d'Akira Kurosawa : Magotaro
- 1962 : Sanjuro (椿三十郎, Tsubaki Sanjūrō?) d'Akira Kurosawa
- 1963 : Entre le ciel et l'enfer (天国と地獄, Tengoku to jigoku?) d'Akira Kurosawa
- 1963 : L'Histoire de la femme (女の歴史, Onna no rekishi?) de Mikio Naruse : Masajiro, le père de Koichi
- 1966 : Revenge of the Woman Gambler (賭場の牝猫 捨身の勝負, Toba no mesuneko: Sutemi no shōbu?) de Haruyasu Noguchi : le boss Maisaka
- 1967 : Nuages épars (乱れ雲, Midaregumo?) de Mikio Naruse
- 1969 : Le Caïd de Yokohama (日本暴力団 組長, Nihon bōryoku-dan : Kumichō?) de Kinji Fukasaku : M. Hamanaka
- 1972 : Objectif terre, mission apocalypse (地球攻撃命令 ゴジラ対ガイガン, Chikyū kogeki meirei: Gojira tai Gaigan?) de Jun Fukuda